# Pandemonium! (videohra)
Pandemonium! je videohra, původně vydána společností Crystal Dynamics pro PlayStation. Dále se objevila na platformě Sega Saturn, PC, N-Gage, N-Gage 2.0 a iPhone OS. Hlavními postavami jsou šašek Fargus a čarodějka Nikki, která svým kouzlem omylem zničí město. Cílem hry je dostat se na místo zvané Wishing Engine (stroj na přání), kde svým přáním mohou vrátit město do původního stavu.

## Hratelnost
Pandemonium! je hra, která využívá tzv. 2.5D systému. Zatímco herní prostředí, hlavní postavy i nepřátelé jsou renderováni ve 3D, hratelnost je umožněna pouze ve dvou dimenzích. Hráč může svoji postavu ovládat jednak zprava doleva, jednak je dovoleno různé skákání či poletování po úrovni, stále se však jedná o pohyb pouze ze strany na stranu.
Obě hlavní postavy jsou hratelné, hru je tedy možné dokončit jak za Nikki, tak za Farguse. Hráč si může před každou úrovní vybrat, se kterou postavou bude hrát. Každá postava má také jinou speciální vlastnost, pro různé úrovně se tedy hodí jiná postava. Zatímco Fargus má schopnost udělat hvězdu (gymnastický cvik), kterou zneškodní protivníka, Nikki může kromě jednoduchého skoku (který ovládá i Fargus) udělat i tzv. dvojskok. Výhody i nevýhody jsou jasné, zatímco Fargus se nemusí vyhýbat nepřátelům, protože je může likvidovat svojí hvězdou, Nikki se dostane na místa, kam šašek svým jednoduchým skokem nedosáhne.
Při průchodu hrou hráč narazí na mnohé nepřátele, které může eliminovat různými způsoby. Základním způsobem odstranění protivníka je skočení na jeho hlavu. Dále je možné použít magii, kterou lze získat v některých úrovních ve formě zářícího orbu, kterých existuje několik typů:
- Červený orb – tento orb dodá hráči schopnost téměř všechny protivníky odstranit jediným kouzlem. Někteří nepřátelé však zemřou až po několikanásobném zásahu (nejčastěji trojnásobném).
- Modrý orb – tento orb dodá hráči schopnost zmrazit protivníka. Jediný dotyk s ním způsobí jeho rozpad na úlomky. Není-li protivník zlikvidován, za chvíli rozmrzne.
- Zelený orb – díky tomuto kouzlu se protivník po zásahu několikanásobně zmenší a není schopen zranit hráče. Není-li protivník zlikvidován, za chvíli naroste do své původní velikosti.

Během hry může hráč sbírat mince, které mají různou barvu a jinou cenu. Zelené mince mají hodnotu jednoho bodu, červené pěti bodů a růžové 25 bodů. Nasbírá-li hráč poklad v celkové hodnotě 300 bodů, získá život navíc. Ve hře může hráč ojediněle narazit i na speciální objekt, který na krátkou dobu zdvojnásobí hodnotu všech nalezených mincí. Pokud hráč nasbírá dostatečné množství pokladu, čeká ho na konci každé úrovně bonusová mise, a to:
- za 80% – 94% sesbíraného pokladu je tzv. Speed Greed, překážková dráha, na které je rozeseto velké množství mincí. Problémem je pronásledující černá díra, která pohlcením vrátí hráče na začátek úrovně. Celkem má hráč 3 pokusy.
- za 95% a více sesbíraného pokladu se hráč ocitne ve velkém pinballovém stole, jehož míčkem je jeho postava. Cílem je opět sesbírat mince či životy navíc.

## Životy
Život hráče se zpočátku skládá ze dvou kontejnerů na srdce. Během hraní může hráč narazit na rozšiřující kontejnery, které umožní, aby se každý život skládal i z více srdcí. Přídavné kontejnery se nacházejí na dobře ukrytých či špatně přístupných místech. Jednotlivá srdce jsou různě rozmístěna po úrovních, maximálně může hráč nést tolik srdcí, kolik kontejnerů na srdce má. Vývojáři z Crystal Dynamics potvrdili, že se ve hře vyskytuje přesně 5 kontejnerů, avšak pomocí cheatu lze dostat kontejnerů šest. Pokud protivník zraní hráče, ztrátí srdce. Pokud přijde hráč o všechny srdce, ztrátí život a hra ho vrátí na místo posledního checkpointu.

## Proměny
Několikrát během hry se promění hráčova postava ve zvíře. Aby se proměna uskutečnila, musí hráčova postava projít branou proměny, která je umístěna v některé z úrovní. Ve stejné úrovni se také hráčova postava promění nazpět po opětovném průchodu branou. Během hry se hráčova postava promění v tato zvířata:
- Žába – dokáže skákat velmi vysoko a daleko.
- Želva – dokáže se ukrýt do svého krunýře. V tomto stavu je nezranitelná.
- Nosorožec – dlouhým rozběhem dokáže probodnout několik protivníků najednou.
- Drak – létá a dokáže chrlit oheň na protivníky.

## Úrovně
Úroveň 1 – Skull Fortress (Tvrz Lebek): Cesta z hradu Lancelot do Tvrze Lebek v horách.
Úroveň 2 – Hollow Stairway (Točité schodiště): V této úrovni hráč běží po dlouhém točitém schodišti nejprve nahoru, poté dolů.
Úroveň 3 – Dungeon Tower (Hradní věž): Úroveň odehrávající se v podzemní kobce.
Úroveň 4 – Lost Caves (Ztracené jeskyně): Rozlehlá síť jeskyní pod zemí Lyr.
Úroveň 5 – Fungus Grotto (Jeskyně hub): Jeskyně plná různých hub (václavek).
Úroveň 6 – Acid Pools (Kyselinová jezírka): Jeskyně, ve které se vyskytují kyselinová jezírka.
Boss 1 – Shroom Lord (Pán hub): V této úrovni hráč bojuje proti Houbovému pánu, který vás jednak může praštit svým objemným kyjem, jednak na vás může z klobouku vystřelit houbové kloboučky. Cestou k vítězství je vypálení tří ran z přilehlých katapultů – každá rána protivníka zbaví jedné třetiny jeho klobouku.
Úroveň 7 – Burning Desert (Spalující poušť): Pouštní pustina v zemi Lyr. V úrovni se vyskytuje spousta míst s horkým pískem, který spálí hráče a připraví ho o život.
Úroveň 8 – Branky Wastes (Ospalé pustiny): Konec pouště, ze které se brzy hráč přesune do lesa.
Úroveň 9 – Spider Forest (Pavoučí les): Les, který je plný pavučin i jejich strůjců – pavouků.
Úroveň 10 – Canopy Village (Nebeská osada): Tato úroveň se odehrává na vrcholcích vysokých stromů, kde žijí Goonové.
Úroveň 11 – Soldier Barracks (Kasárny): Další část osady, kde operují goonští vojáci.
Úroveň 12 – Honcho's Logmill (Honchova pila): V této úrovni se hráč ocitne na obrovské pile, kde dochází ke zpracování vytěženého dřeva.
Boss 2 – Goon Honcho (Vůdce Goonů): V této úrovni hráč bojuje s Honchem, vůdcem Goonů. Souboj se odehrává v kruhové aréně; uprostřed cesty projíždějí dvě kotoučové pily, které hráč musí přeskočit, jinak přijde o život. Na jedné straně arény je spínač, kterým se na druhou stranu arény vypustí koš s ohněm. Hráč musí doběhnout na druhou stranu, kde se díky ohni nafoukl obrovský balón. Cílem je skočit na balón, který vymrští hráče do výšky, a dopadnout na hlavu Honcha. K jeho poražení se na něj musí skočit celkem třikrát.
Úroveň 13 – Honcho's Airship (Honchova vzducholoď): V této úrovni začíná hráč na velké vzducholodi.
Úroveň 14 – Dragoon Skyfort (Dračí tvrz)
Úroveň 15 – Cloud Citadel (Oblačná citadela): Citadela, kterou vybudovali obři jako obrovskou pokladnici.
Úroveň 16 – Efreet Palace (Démonický palác)
Úroveň 17 – Frozen Cavern (Zmrzlý palác)
Úroveň 18 – Storm Temple (Bouřkový palác): Poslední úroveň před finálním bossem.
Boss 3 – Wishing Engine (Stroj na přání)
Vzhledem k omezené pamětí obsahuje verze hry pro Nokii N-Gage pouze 11 úrovní.

## Hudba
Hudbu ke hře dodal skladatel en:Burke Trieschmann. Každá úroveň má svoji specifickou melodii, ve kterých se objevují převážně pohádkové a fantasy motivy. Soundtrack obsahuje následující skladby:
- Main Menu
- Level Screen
- Skull Fortress
- Hollow Stairway
- Dungeon Tower
- Lost Caves
- Fungus Grotto
- Acid Pools
- Boss 1 – Shroom Lord
- Burning Destert
- Branky Wastes
- Spider Forest
- Soldier Barracks
- Boss 2 – Goon Honcho
- Honcho's Airship
- Dragoon Skyfort
- Cloud Citadel
- Efreet Palace
- Frozen Cavern
- Storm Temple
- Boss 3 – The Wish Maker

## Vývojáři
- Vedoucí grafik : Steve Kongsle
- Asistentka produkce : Caroline Esmurdoc
- Designéři úrovní : Richard D'Aloisio, Chris Sholtz, Reuben Simonson, Tom Teuscher, Gerald Vera
- Grafici: Arnold Ayala, Leon Cannon, Maj Cole, Suzanne Dougherty, Gary Ellington, Sean Murphy, Fred Ruff, Scott Werner
- Grafické úpravy: Terrence C. Falls, Laura Grieve, Simon Knights, Andy Mitchell, Mira F. Ross, Tenara Sims, Steve Suhy, Tim Wright
- Zvukové efekty: Mark Steven Miller, Paul Reiche III, Burke Trieschmann
- Pohybový koordinátor : Sean Vikoren
- Marketing : Chip Blundell, Katie Bolich, Scott A. Steinberg
- Dabing: Martin Ganapoler (Yungo, Wishing Engine), Helen Keaney (Nikki), Greg Proops (Fargus, Sid)
- Texty: Ed Crasnick, Ken Daly, Paul Jenkins, Paul Reiche III